# Clinocera schnabli
Clinocera schnabli är en tvåvingeart som först beskrevs av Becker 1910.  Clinocera schnabli ingår i släktet Clinocera och familjen dansflugor. Inga underarter finns listade i Catalogue of Life.